# الدوار الكبير
الدوار الكبير منطقة فلاحية وزراعية، تابعة إقليميًا وإداريا لدائرة قجال بولاية سطيف الجزائرية.